# Єзжа (присілок)
Єзжа́ (рос. Езжа) — присілок у складі Афанасьєвського району Кіровської області, Росія. Входить до складу Ічетовкінського сільського поселення.
Населення становить 62 особи (2010, 95 у 2002).
Національний склад станом на 2002 рік — росіяни 93 %.